# Project.net
Project.net es un software de gestión de proyectos a escala empresarial (EAS) de código abierto para sistemas operativos Windows y UNIX. Project.NET es una aplicación open source comercial. El soporte y el entrenamiento de Project.net Inc. están disponibles en Bedford, Massachusetts.

## Historia
Project.NET fue creado en 1999 para desarrollar aplicaciones de colaboración de proyecto utilizando las tecnologías de Internet. La empresa tuvo como objetivo inicial crear e implementar un motor de colaboración para el uso por parte de intercambios públicos y privados basados en web. En 2002, la revista PC Magazine galardonó a Project.net con el premio Editor's Choice en una reseña de aplicaciones de gestión de proyectos basada en web.
Project.NET fue adquirida por Integrated Computer Solutions, Inc. (ICS) en 2006 y se lanzó la versión de código abierto de gestión de cartera (portafolios) de proyectos (PPM) de Project.NET. La Open Source Business Conference premió a tres proyectos de código abierto (incluyendo Project.net) como "interesantes" poco después de la adquisición.
Project.NET es utilizado actualmente por más de 50.000 personas en todo el mundo para ayuda en administrar sus proyectos [cita requerida]. La revista de negocios de la Universidad publicó un artículo sobre gestión de carteras y proyectos que revisa la necesidad y el uso de Project.net en el departamento de instalaciones de la Universidad Cornell.

## Cuadrante mágico de Gartner
Project.NET es la primera aplicación de PPM de fuente abierta (open source) para incluirse en Gartner's: Magic Quadrant for IT Project and Portfolio Management. Project.NET fue incluido en el informe de 7 de junio de 2010, número de identificación: G00200907.

## Licencia
Project.NET está disponible a través de la GPL o una licencia comercial si el usuario lo prefiere así. Sin embargo, no se puede utilizar Project.net sin Oracle database, que es un producto comercial.

## Usos
- software de gestión de proyectos
- Colaboración
- Seguimiento de problemas
- Wiki integrado
- Blog integrado